# Castricum
Castricum er en by og kommune i Holland med omkring 35.000 indbyggere. Den er beliggende på den vestlige kyst i regionen Noord-Holland.
Stedet er et mål for turister, der besøger strandene og det nærtliggende klit-landskab.